# Atelopus tamaensis
Atelopus tamaensis é uma espécie de sapo da família Bufonidae. Ele é endêmico na Colômbia e Venezuela. Seu habitat natural são os matagais e pradarias de altitudes elevadas, em áreas tropicais e subtropicais, e pântanos. Está ameaçado pela perda do seu habitat.